# Ty (entreprise)
Ty est une multinationale américaine dont le siège est à Oak Brook, dans l'Illinois, une banlieue de Chicago. Elle a été fondée par Ty Warner en 1986. Elle conçoit, développe et vend des produits, notamment Beanie Babies, exclusivement sur des marchés spécialisés[pas clair] dans le monde entier.

## Internet

### Premier site Web d'entreprise à consommateur
Ty a été la première entreprise à produire un site Web destiné directement aux consommateurs et conçu pour engager leur marché. C'est un facteur majeur qui a contribué à la popularité précoce et rapidement croissante des Beanie Babies. Au moment où la première itération du site Web Ty a été publiée fin 1995, seuls 14 % des Américains utilisaient Internet. Parallèlement au lancement du site Web Ty, toutes les étiquettes volantes Beanie Baby avaient l'URL du site Web Ty et un appel à l'action imprimé sous les poèmes et les anniversaires qui incitaient le public à visiter le site Web de l'entreprise avec un texte qui disait : Visitez notre page Web ! ! ! En conséquence, les consommateurs visitaient le site Web de Ty par milliers pour obtenir des informations sur Beanie Babies, ce qui était totalement sans précédent à l'époque. Ty a été la première entreprise à tirer parti de son site Web pour se connecter et interagir avec les consommateurs de ses produits. Cet effort est devenu la première sensation Internet au monde.

## Collecte de fonds
Ty a été impliqué dans une grande quantité de collecte de fonds. Certains sont passés par la vente de certains Beanie Babies, dont les bénéfices ont été reversés à diverses causes. Cela s'est également fait par d'autres moyens, comme le vote pour une taxe.
L'une de ces collectes de fonds Beanie Baby était Ariel, faite pour collecter des fonds pour l'Elizabeth Glaser Pediatric AIDS Foundation. Ses ventes ont rapporté un total de 3,4 millions de dollars à la fondation. D'autres incluent Aware and Awareness, vendus pour amasser des fonds pour la recherche et la sensibilisation au cancer du sein ; et Barbaro, créé à la mémoire de Barbaro le cheval, pour collecter des fonds pour l'école de médecine vétérinaire de l'Université de Pennsylvanie, qui a tenté de sauver le cheval.[réf. nécessaire]
Ty a par ailleurs collecté des fonds pour le PGA Tour 2004 avec un bonnet appelé ChariTee; un, signé par Jack Nicklaus a été vendu aux enchères pour 455 $.
Ty a été le sponsor maillot du Portsmouth FC de 2002 à 2005, au cours duquel le club a été promu en Premier League.[réf. nécessaire]
Un bonnet bébé nommé "Cito" a été distribué aux écoliers de Montecito, en Californie, ⁣ pour les accueillir à nouveau à l'école après que la région a été touchée par les coulées de boue du sud de la Californie en 2018.